# Oligosoma pikitanga
Espèce
Oligosoma pikitanga est une espèce de sauriens de la famille des Scincidae.

## Répartition
Cette espèce est endémique de Nouvelle-Zélande.

## Étymologie
Le nom spécifique pikitanga vient du mot maori pikitanga, grimpeur de montagne, en référence au milieu où vit l'espèce.

## Publication originale
- Bell & Patterson, 2008 : A rare alpine skink Oligosoma pikitanga n. sp. (Reptilia: Scincidae) from Llawrenny Peaks, Fiordland, New Zealand. Zootaxa, no 1882, p. 57–68.